# 辛普森 (印第安納州)
辛普森（英語：Simpson）是位於美國印地安納州亨廷頓縣的一個非建制地區。該地的面積和人口皆未知。